# 張瀛仁
張瀛仁（1965年11月7日—），曾用藝名丘念台，臺灣女歌手，曾與沈文程合唱《舊情也綿綿》一曲而成名。

## 生平
張瀛仁於1988年出道，推出唱片《我的心已經冷》，後於1990年代被當時著名台語男歌手沈文程發掘並帶紅，以一首《舊情也綿綿》成名，加盟鄉城唱片。1995年，張瀛仁曾推出數張專輯，但聲名遠不如《舊情也綿綿》發行之時；同年，張瀛仁灌錄其暫別樂壇前最後一張專輯，即與羅時豐合唱之《天涯總有相會時》及《面紅紅》。
2008年，張瀛仁於民視綜藝節目《雙囍俱樂部》與沈文程公開演唱《舊情也綿綿》，乃目前為止二人惟一公開演唱本曲；同年，張瀛仁復出、加盟振揚影音，振揚影音以其子公司嘉聯影音為名替張瀛仁發行專輯。張瀛仁兼為一名創作歌手，其《愛情免簽字》由她一手包辦作曲及填詞。至今，張瀛仁仍有定期推出專輯，活躍於台語流行樂壇。
2012年，張瀛仁《傷心的女人》一曲乃三立台灣台八點檔連續劇《牽手》片尾曲。
張瀛仁曾結婚，育有一女。

## 曾發行之專輯及唱片
- 1988年
  - 《我的心已經冷》，金嗓唱片
- 1994年：
  - 《舊情也綿綿》，鄉城唱片
- 1995年：
  - 《夢中的人》，鄉城唱片
  - 《思念你》，鄉城唱片
  - 《秋風了解我心情》，鄉城唱片
  - 客串演唱於《羅時豐vs五個女唱將3》：《面紅紅》及《天涯總有相會時》兩首歌曲（均與羅時豐合唱），吉馬唱片
- 2008年：
  - 《愛情免簽字》，振揚影音
- 2010年：
  - 《尚水的戀夢》，振揚影音
- 2012年：
  - 《傷心的女人》，振揚影音

## 編劇作品
| 年份 | 頻道 | 劇名               | 備註         |
| 2022 | 民視 | 《台灣傳奇》定財金 | 與呂俍慧合編 |